# Simona Quadarella
Simona Quadarella (født 18. december 1998) er en italiensk svømmer. 
Hun konkurrerede i kvinders 1.500 meter freestyle-stævne under verdensmesterskabet i svømning i 2017 og vandt bronzemedaljen.